# Retigyra granulosa
Retigyra granulosa là một loài ốc biển, là động vật thân mềm chân bụng sống ở biển thuộc họ Turbinidae.

## Phân bố
vùng biển châu Âu